# Thiago Cionek
Thiago Rangel Cionek (Curitiba, 21 aprile 1986) è un calciatore brasiliano naturalizzato polacco, difensore della Cavese.

## Biografia
Nato in Brasile, ha origini polacche.
Nel marzo 2020 ha sventato un furto ai danni di una tabaccheria nel centro di Ferrara.

## Carriera

### Club
Cresce nelle giovanili dello Vila Hauer EC, esordisce da professionista nel Cuiabá in Brasile nella stagione 2005, prima di passare al Bragança (squadra della terza divisione portoghese) nel gennaio 2007 e poi nel Clube de Regatas Brasil (serie B brasiliana) nell'agosto del 2007.

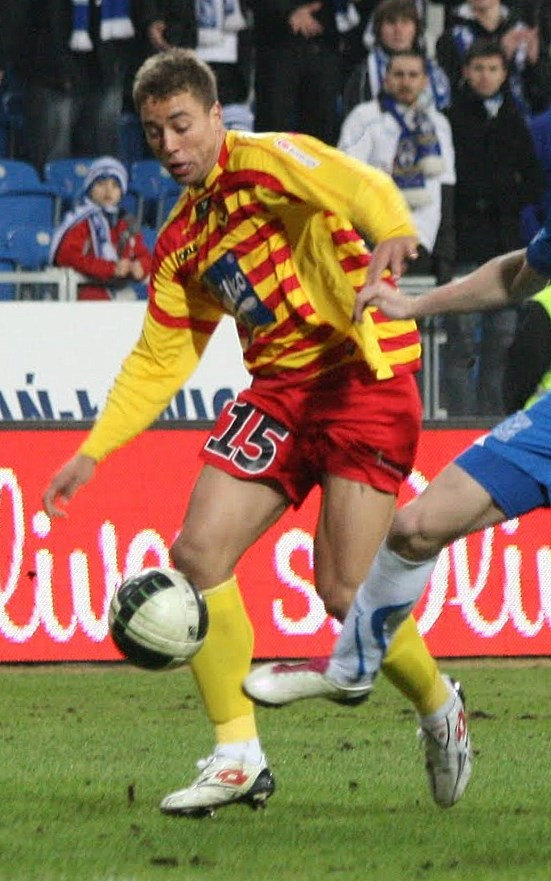
Thiago Cionek allo Jagiellonia nel 2011

Debutta con lo Jagiellonia Białystok il 2 settembre 2008 in Puchar Polski, nella vittoria fuori casa per 1-4 contro il ŁKS Łódź. Debutta in Ekstraklasa il 12 settembre 2008 nella sconfitta fuori casa per 1-0 contro il ŁKS Łódź. Segna il suo primo gol con lo Jagiellonia l'8 maggio 2009 al 34', prima di essere espulso per somma d'ammonizioni un minuto dopo, nella sconfitta fuori casa per 3-1 contro il Lechia Danzica.

#### Arrivo in Italia a Padova
Il 30 agosto 2012, dopo una lunga trattativa, lo Jagellonia e il Padova raggiungono l'accordo per il trasferimento a titolo definitivo alla società veneta di Cionek. Debutta il 3 settembre nella sfida contro il Livorno persa dai biancoscudati 3-2.

#### Modena
Il 2 settembre 2013 passa al Modena a titolo temporaneo nell'operazione che ha portato Filippo Carini a vestire la maglia biancoscudata. Il 22 luglio 2014, dopo la mancata iscrizione del Padova al campionato di Lega Pro, rimane svincolato. Il giorno successivo firma un triennale con il Modena. Nel 2014-2015 si piazza 14º nella Top 15 dei difensori di Serie B secondo una classifica stilata dalla Lega Serie B.. Il 25 aprile 2015 segna il suo primo gol nel campionato italiano nel successo per 3-0 sul Crotone.

#### Palermo
Il giorno 11 gennaio 2016 passa al Palermo, a titolo definitivo. Esordisce con la maglia rosanero nel match della 31ª giornata disputato in trasferta al Bentegodi contro il Chievo Verona e terminato 3-1 in favore dei padroni di casa.

#### SPAL
Dopo due anni con i siciliani, durante la sessione di mercato invernale, il 13 gennaio 2018 viene ceduto alla SPAL, tornando dopo pochi mesi a giocare in Serie A. Firma un contratto di due anni e mezzo, ritornando così in Emilia, dopo la sua avventura al Modena. Sigla il suo primo gol con la squadra estense (oltre che in massima serie) il seguente 7 aprile, nell'1-1 interno contro l'Atalanta.

#### Reggina
Il 28 settembre 2020 firma un triennale con la Reggina squadra militante nel campionato di Serie B. Fa il suo esordio in campionato con gli amaranto il 3 ottobre in casa nel successo con il risultato di 3-1 sul Pescara. Segna la prima rete il 4 maggio 2021, nel match casalingo contro l'Ascoli.

#### Avellino
Il 9 agosto 2023 firma un contratto biennale con l'Avellino. Al termine della stagione 2024-2025 conquista con gli irpini la promozione in Serie B.

#### Cavese
Il 16 agosto 2025 viene acquistato dalla Cavese, in Serie C.

### Nazionale
Nato in Brasile, ha scelto di giocare per la Polonia per via delle sue origini polacche, ottenendo la cittadinanza polacca nel 2011.
Viene convocato per gli Europei 2016 in Francia e ai Mondiali 2018 in Russia. In questi ultimi segna uno sfortunato autogol nella gara d'esordio contro il Senegal del compagno di squadra Alfred Gomis.

## Statistiche

### Presenze e reti nei club
Statistiche aggiornate al 10 maggio 2025.
| Stagione           | Squadra            | Campionato         | Campionato | Campionato | Coppe nazionali | Coppe nazionali | Coppe nazionali | Coppe continentali | Coppe continentali | Coppe continentali | Altre coppe | Altre coppe | Altre coppe | Totale | Totale |
| Stagione           | Squadra            | Comp               | Pres       | Reti       | Comp            | Pres            | Reti            | Comp               | Pres               | Reti               | Comp        | Pres        | Reti        | Pres   | Reti   |
| ------------------ | ------------------ | ------------------ | ---------- | ---------- | --------------- | --------------- | --------------- | ------------------ | ------------------ | ------------------ | ----------- | ----------- | ----------- | ------ | ------ |
| 2008-2009          | Jagiellonia        | EK                 | 12         | 1          | CP              | 2               | 0               | -                  | -                  | -                  | -           | -           | -           | 14     | 1      |
| 2009-2010          | Jagiellonia        | EK                 | 27         | 1          | CP              | 5               | 0               | -                  | -                  | -                  | -           | -           | -           | 32     | 1      |
| 2010-2011          | Jagiellonia        | EK                 | 21         | 0          | CP              | 3               | 0               | UEL                | 1                  | 0                  | SP          | 1           | 0           | 26     | 0      |
| 2011-2012          | Jagiellonia        | EK                 | 29         | 1          | CP              | 1               | 0               | UEL                | 2                  | 0                  | -           | -           | -           | 32     | 1      |
| ago. 2012          | Jagiellonia        | EK                 | 2          | 0          | CP              | 0               | 0               | -                  | -                  | -                  | -           | -           | -           | 2      | 0      |
| Totale Jagiellonia | Totale Jagiellonia | Totale Jagiellonia | 91         | 3          |                 | 11              | 0               |                    | 3                  | 0                  |             | 1           | 0           | 106    | 3      |
| 2012-2013          | Padova             | B                  | 30         | 0          | CI              | -               | -               | -                  | -                  | -                  | -           | -           | -           | 30     | 0      |
| ago. 2013          | Padova             | B                  | 1          | 0          | CI              | 2               | 0               | -                  | -                  | -                  | -           | -           | -           | 3      | 0      |
| Totale Padova      | Totale Padova      | Totale Padova      | 31         | 0          |                 | 2               | 0               |                    | -                  | -                  |             | -           | -           | 33     | 0      |
| 2013-2014          | Modena             | B                  | 30+3       | 1          | CI              | 2               | 0               | -                  | -                  | -                  | -           | -           | -           | 36     | 1      |
| 2014-2015          | Modena             | B                  | 34+2       | 1          | CI              | 3               | 0               | -                  | -                  | -                  | -           | -           | -           | 39     | 1      |
| 2015-gen. 2016     | Modena             | B                  | 15         | 0          | CI              | 2               | 0               | -                  | -                  | -                  | -           | -           | -           | 17     | 0      |
| Totale Modena      | Totale Modena      | Totale Modena      | 79+5       | 2          |                 | 7               | 0               |                    | -                  | -                  |             | -           | -           | 91     | 2      |
| gen.-giu. 2016     | Palermo            | A                  | 5          | 0          | CI              | -               | -               | -                  | -                  | -                  | -           | -           | -           | 5      | 0      |
| 2016-2017          | Palermo            | A                  | 29         | 0          | CI              | 1               | 0               | -                  | -                  | -                  | -           | -           | -           | 30     | 0      |
| 2017-gen. 2018     | Palermo            | B                  | 16         | 1          | CI              | 2               | 0               | -                  | -                  | -                  | -           | -           | -           | 18     | 1      |
| Totale Palermo     | Totale Palermo     | Totale Palermo     | 50         | 1          |                 | 3               | 0               |                    | -                  | -                  |             | -           | -           | 53     | 1      |
| gen.-giu. 2018     | SPAL               | A                  | 15         | 1          | CI              | -               | -               | -                  | -                  | -                  | -           | -           | -           | 15     | 1      |
| 2018-2019          | SPAL               | A                  | 31         | 0          | CI              | 2               | 0               | -                  | -                  | -                  | -           | -           | -           | 33     | 0      |
| 2019-2020          | SPAL               | A                  | 28         | 0          | CI              | 2               | 1               | -                  | -                  | -                  | -           | -           | -           | 30     | 1      |
| Totale SPAL        | Totale SPAL        | Totale SPAL        | 74         | 1          |                 | 4               | 1               |                    | -                  | -                  |             | -           | -           | 78     | 2      |
| 2020-2021          | Reggina            | B                  | 29         | 1          | CI              | 1               | 0               | -                  | -                  | -                  | -           | -           | -           | 30     | 1      |
| 2021-2022          | Reggina            | B                  | 27         | 0          | CI              | 1               | 0               | -                  | -                  | -                  | -           | -           | -           | 28     | 0      |
| 2022-2023          | Reggina            | B                  | 31+1       | 0          | CI              | 1               | 0               | -                  | -                  | -                  | -           | -           | -           | 33     | 0      |
| Totale Reggina     | Totale Reggina     | Totale Reggina     | 87+1       | 1          |                 | 3               | 0               |                    | -                  | -                  |             | -           | -           | 91     | 1      |
| 2023-2024          | Avellino           | C                  | 27+3       | 1          | CI-C            | 1               | 0               | -                  | -                  | -                  | -           | -           | -           | 31     | 1      |
| 2024-2025          | Avellino           | C                  | 9          | 1          | CI-C            | 2               | 0               | -                  | -                  | -                  | SC-C        | 1           | 0           | 12     | 1      |
| Totale Avellino    | Totale Avellino    | Totale Avellino    | 36+3       | 2          |                 | 3               | 0               |                    | -                  | -                  |             | 1           | 0           | 43     | 2      |
| Totale carriera    | Totale carriera    | Totale carriera    | 448+9      | 10         |                 | 33              | 1               |                    | 3                  | 0                  |             | 2           | 0           | 495    | 11     |

### Cronologia presenze e reti in nazionale
| Cronologia completa delle presenze e delle reti in nazionale ― Polonia | Cronologia completa delle presenze e delle reti in nazionale ― Polonia | Cronologia completa delle presenze e delle reti in nazionale ― Polonia | Cronologia completa delle presenze e delle reti in nazionale ― Polonia | Cronologia completa delle presenze e delle reti in nazionale ― Polonia | Cronologia completa delle presenze e delle reti in nazionale ― Polonia | Cronologia completa delle presenze e delle reti in nazionale ― Polonia | Cronologia completa delle presenze e delle reti in nazionale ― Polonia |
| Data                                                                   | Città                                                                  | In casa                                                                | Risultato                                                              | Ospiti                                                                 | Competizione                                                           | Reti                                                                   | Note                                                                   |
| ---------------------------------------------------------------------- | ---------------------------------------------------------------------- | ---------------------------------------------------------------------- | ---------------------------------------------------------------------- | ---------------------------------------------------------------------- | ---------------------------------------------------------------------- | ---------------------------------------------------------------------- | ---------------------------------------------------------------------- |
| 13-5-2014                                                              | Amburgo                                                                | Germania                                                               | 0 – 0                                                                  | Polonia                                                                | Amichevole                                                             | -                                                                      | 77’                                                                    |
| 18-11-2014                                                             | Breslavia                                                              | Polonia                                                                | 2 – 2                                                                  | Svizzera                                                               | Amichevole                                                             | -                                                                      |                                                                        |
| 16-6-2015                                                              | Danzica                                                                | Polonia                                                                | 0 – 0                                                                  | Grecia                                                                 | Amichevole                                                             | -                                                                      |                                                                        |
| 17-11-2015                                                             | Breslavia                                                              | Polonia                                                                | 3 – 1                                                                  | Rep. Ceca                                                              | Amichevole                                                             | -                                                                      | 46’                                                                    |
| 1-6-2016                                                               | Danzica                                                                | Polonia                                                                | 1 – 2                                                                  | Paesi Bassi                                                            | Amichevole                                                             | -                                                                      | 46’                                                                    |
| 6-6-2016                                                               | Cracovia                                                               | Polonia                                                                | 0 – 0                                                                  | Lituania                                                               | Amichevole                                                             | -                                                                      |                                                                        |
| 21-6-2016                                                              | Marsiglia                                                              | Ucraina                                                                | 0 – 1                                                                  | Polonia                                                                | Euro 2016 - 1º turno                                                   | -                                                                      |                                                                        |
| 8-10-2016                                                              | Varsavia                                                               | Polonia                                                                | 3 – 2                                                                  | Danimarca                                                              | Qual. Mondiali 2018                                                    | -                                                                      | 53’                                                                    |
| 11-10-2016                                                             | Varsavia                                                               | Polonia                                                                | 2 – 1                                                                  | Armenia                                                                | Qual. Mondiali 2018                                                    | -                                                                      | 35’                                                                    |
| 14-11-2016                                                             | Breslavia                                                              | Polonia                                                                | 1 – 1                                                                  | Slovenia                                                               | Amichevole                                                             | -                                                                      |                                                                        |
| 26-3-2017                                                              | Podgorica                                                              | Montenegro                                                             | 1 – 2                                                                  | Polonia                                                                | Qual. Mondiali 2018                                                    | -                                                                      | 90’                                                                    |
| 10-6-2017                                                              | Varsavia                                                               | Polonia                                                                | 3 – 1                                                                  | Romania                                                                | Qual. Mondiali 2018                                                    | -                                                                      |                                                                        |
| 1-9-2017                                                               | Copenaghen                                                             | Danimarca                                                              | 4 – 0                                                                  | Polonia                                                                | Qual. Mondiali 2018                                                    | -                                                                      | 34’                                                                    |
| 5-10-2017                                                              | Erevan                                                                 | Armenia                                                                | 1 – 6                                                                  | Polonia                                                                | Qual. Mondiali 2018                                                    | -                                                                      | 85’                                                                    |
| 10-11-2017                                                             | Varsavia                                                               | Polonia                                                                | 0 – 0                                                                  | Uruguay                                                                | Amichevole                                                             | -                                                                      | 45’                                                                    |
| 13-11-2017                                                             | Danzica                                                                | Polonia                                                                | 0 – 1                                                                  | Messico                                                                | Amichevole                                                             | -                                                                      |                                                                        |
| 27-3-2018                                                              | Varsavia                                                               | Polonia                                                                | 3 – 2                                                                  | Corea del Sud                                                          | Amichevole                                                             | -                                                                      | 46’                                                                    |
| 8-6-2018                                                               | Poznań                                                                 | Polonia                                                                | 2 – 2                                                                  | Cile                                                                   | Amichevole                                                             | -                                                                      | 46’                                                                    |
| 12-6-2018                                                              | Varsavia                                                               | Polonia                                                                | 4 – 0                                                                  | Lituania                                                               | Amichevole                                                             | -                                                                      |                                                                        |
| 19-6-2018                                                              | Mosca                                                                  | Polonia                                                                | 1 – 2                                                                  | Senegal                                                                | Mondiali 2018 - 1º turno                                               | -                                                                      |                                                                        |
| 20-11-2018                                                             | Guimarães                                                              | Portogallo                                                             | 1 – 1                                                                  | Polonia                                                                | UEFA Nations League 2018-2019 - 1º turno                               | -                                                                      | 11’                                                                    |
| Totale                                                                 |                                                                        | Presenze                                                               | 21                                                                     |                                                                        | Reti                                                                   | 0                                                                      |                                                                        |

## Palmarès

### Club

#### Competizioni nazionali
- Serie C: 1

Avellino: 2024-2025 (girone C)
- Coppa di Polonia: 1

Jagiellonia: 2009-2010
- Supercoppa di Polonia: 1

Jagiellonia: 2010